# ビリーヴ (シェネルのアルバム)
『ビリーヴ』（BELIEVE）は、シェネルの3枚目のスタジオ・アルバム。2012年7月4日にEMIミュージック・ジャパンよりリリースされた。

## 概要
前作より1年ぶり、オリジナルアルバムとしては2年5ヶ月ぶりとなるアルバム。

## チャート成績
2012年7月4日付のオリコン週間ランキングでは週間2位にランクインした。2022年4月現在2番目に売れたアルバム。

## 楽曲について
- Sunshine On You
フジテレビ系ドラマ『モメる門には福きたる』主題歌
- Fall in Love
TBSテレビ系「CDTV」2012年10月度オープニングテーマ
- Story
TBSテレビ系「CDTV」2012年3月度エンディング・テーマ
- Believe
東宝配給映画「BRAVE HEARTS 海猿」主題歌。フル配信ミリオン認定
- 愛の歌
テレビ朝日系『Musicる TV』2013年1月度オープニングテーマ

## 収録曲
1. Sunshine On You
2. Fall in Love
3. Story
4. Believe
5. I'm With U
6. Stars
7. Happening Again
8. Rain
9. Crystals of Love
10. 愛の歌
11. Last Boy
12. You're My Only Shinin' Star
13. To You
14. Believe (Long Version)（初回限定ボーナス・トラック）